# Gunghet-haidagai
Gunghet-haidagai (Ninstints people), dio Haida što je živio na južnom kraju Otočja Kraljice Šarlote (Queen Charlotte Islands) u kanadskoj provinciji Britanska Kolumbija. U jeziku Masseta nazivani su Anghethade dok su ih bijelci, po imenu njihovog 'grada', označavali imenom  'Ninstints people' . Jezično se donekle razlikuju od sjevernih skupina. Ostaci danas žive u selu Skidegate (John Reed Swanton).

## Vanjske poveznice
- G- Canadian Indian Villages, Towns and Settlements